# Florian Stritzel
Florian Stritzel (* 31. Januar 1994 in Anklam) ist ein deutsch-österreichischer Fußballtorwart, der aktuell beim SV Wehen Wiesbaden unter Vertrag steht.

## Karriere

### Verein
Stritzel wuchs in Ferdinandshof im Bundesland Mecklenburg-Vorpommern auf und begann in der Jugend des Torgelower SV Greif und des 1. FC Neubrandenburg 04 mit dem Fußballspielen, bevor er 2007 in das Nachwuchsleistungszentrum des Hamburger SV wechselte. Dort war er sowohl in der B-Junioren-, als auch in der A-Junioren-Bundesliga die Nummer eins seines Teams.
Als zum Ende der Saison 2011/12 Stammtorwart Jaroslav Drobný und Ersatztorwart Tom Mickel verletzungsbedingt ausfielen, nahm Stritzel, der zu diesem Zeitpunkt dem jungen Jahrgang der A-Jugend angehörte, hinter der eigentlichen Nummer drei Sven Neuhaus den Platz auf der Ersatzbank der Profis ein. Zu einem Einsatz in der Bundesliga kam er beim HSV allerdings nicht.
Zur Saison 2012/13 unterschrieb Stritzel seinen ersten Lizenzspielervertrag und rückte in den Kader der zweiten Mannschaft (U23) auf. Am 4. August 2013 gab er beim 2:1-Auswärtssieg gegen den FC Oberneuland sein Debüt im Herrenbereich in der viertklassigen Regionalliga Nord. Parallel wurde Stritzel weiterhin in der A-Jugend eingesetzt und nahm vereinzelt am Training der Profis teil.
Zur Saison 2013/14 rückte Stritzel in den Profikader auf. Er konnte sich aber nicht gegen René Adler, Jaroslav Drobný und Sven Neuhaus durchsetzen und sammelte deshalb weiter Spielpraxis in der zweiten Mannschaft.
Zur Saison 2014/15 wechselte Stritzel in die 2. Bundesliga zum Karlsruher SC; er unterschrieb einen Zweijahresvertrag bis zum 30. Juni 2016. In drei Spielzeiten kam er allerdings nur zu 56 Einsätzen für die zweite Mannschaft in der fünftklassigen Oberliga Baden-Württemberg.
Nach dem Abstieg des Karlsruher SC in die 3. Liga wechselte Stritzel zur Saison 2017/18 zum Bundesligaabsteiger SV Darmstadt 98. Am 24. November debütierte er bei einem 3:3-Unentschieden beim 1. FC Union Berlin in der 2. Bundesliga. Es blieb sein letzter Einsatz als Ersatzkeeper hinter Daniel Heuer Fernandes in dieser Saison. Im Mai 2019 verlängerte Stritzel seinen Vertrag in Darmstadt bis 2021, obwohl er während der gesamten Saison 2018/19 weiterhin nur die Nummer 2 war und nicht eingesetzt wurde. Nach dem 1. Spieltag der Saison 2019/20 verletzte sich der neue Stammtorhüter Marcel Schuhen. Für ihn stand dann Stritzel beim 1:6 DFB-Pokal Sieg gegen FC Oberneuland im Tor. Insgesamt spielte er noch acht Spiele in dieser Saison für den verletzten Schuhen. Dabei blieb er zwei Spiele ohne Gegentore und musste insgesamt zwölf Treffer einstecken. Seit dem Ende der Saison 2019/20 wechselt er sich mit Carl Klaus als Nummer 2 ab. In seiner letzten Saison für die Südhessen kam er nicht mehr zum Einsatz.
Ausgestattet mit einem Vertrag bis 2022 schloss er sich zur Saison 2021/22 dem Drittligisten SV Wehen Wiesbaden an. Im Februar 2022 verlängerte er seinen Vertrag bis 2024. 2023 stieg er mit seinem aktuellen Verein in die 2. Bundesliga auf. Anfang 2024 verlängerte er seinen Vertrag bis 2025.

### Nationalmannschaft
Stritzel absolvierte im Mai 2010 ein Spiel für die U-16-Auswahl des DFB. Im April 2011 folgte ein Einsatz in der U-17-Auswahl. Zwischen November 2011 und März 2012 kam Stritzel drei Mal in der U-18-Auswahl zum Einsatz.

## Persönliches
Stritzels Mutter stammt aus der DDR, sein Vater aus der Steiermark. Er ist verheiratet und hat drei Kinder.